# Wolter Wolfgang Lorentzski
Wolter Wolfgang Lorentzski, skrevs även Lorentzen, och von Laurentzen, född i Livand, död i Sverige, var en polsk militär i tjänst för Kungariket Sverige.

## Biografi
Lorentzski föddes vid 1600-talets mitt som son till polska föräldrar. Han blev officer i svensk tjänst, och chef för ett förband livdragoner under det stora nordiska kriget. Under början av 1700-talet var han ryttmästare, major och sedermera överstelöjtnant. Vidare kom han efter belägringen av Riga 1710, till Sverige tillsammans med sonen Petter (1681–1770), där han sedan blev han rånmördad. Efter ankomsten till Sverige tog han sig, liksom hans son Carl Johan, namnet Lokrantz och blev den svenska släktens stamfar.
Lorentzski anslöt, som befäl över en frikår uppsatt av fem livländska städer, sina styrkor till Karolinerna.[källa behövs]